# Neanthribus
Neanthribus är ett släkte av skalbaggar. Neanthribus ingår i familjen plattnosbaggar.

## Dottertaxa tillNeanthribus, i alfabetisk ordning[1]
- Neanthribus alophus
- Neanthribus analis
- Neanthribus apicalis
- Neanthribus bipunctatus
- Neanthribus championi
- Neanthribus collaris
- Neanthribus confusus
- Neanthribus cornutus
- Neanthribus coronatus
- Neanthribus farinatus
- Neanthribus frenatus
- Neanthribus gounellei
- Neanthribus grammicus
- Neanthribus hieronymus
- Neanthribus inaequalis
- Neanthribus laevipennis
- Neanthribus lineiger
- Neanthribus lividus
- Neanthribus lunatus
- Neanthribus mendax
- Neanthribus nevermanni
- Neanthribus obtusus
- Neanthribus penicellatus
- Neanthribus picticollis
- Neanthribus pistor
- Neanthribus plagiatus
- Neanthribus plagicollis
- Neanthribus segregus
- Neanthribus spinosus
- Neanthribus stephanus
- Neanthribus trituberculatus
- Neanthribus vagus